# Tepepa, Veracruz
Tepepa är en ort i Mexiko.   Den ligger i kommunen Tehuipango och delstaten Veracruz, i den sydöstra delen av landet, 240 km öster om huvudstaden Mexico City. Tepepa ligger 2 199 meter över havet och antalet invånare är 446.
Terrängen runt Tepepa är kuperad åt sydväst, men åt nordost är den bergig. Runt Tepepa är det ganska tätbefolkat, med 199 invånare per kvadratkilometer. Närmaste större samhälle är Zongolica, 12,4 km norr om Tepepa. I omgivningarna runt Tepepa växer huvudsakligen savannskog.